# Jukka-Pekka Saraste
Jukka-Pekka Saraste (Heinola, 22 de abril de 1956) é um maestro e violinista finlandês. Destacou-se internacionalmente à frente de orquestras na Europa e na América do Norte, com uma carreira marcada por interpretações do repertório nórdico e contemporâneo, em especial da obra de Jean Sibelius. 
Foi maestro titular da Orquestra Sinfônica da Rádio Finlandesa, com a qual gravou duas integrais das sinfonias de Sibelius, e atuou como diretor musical da Orquestra Sinfônica de Toronto, da Orquestra Filarmônica de Oslo e da Orquestra Sinfônica da Rádio de Colônia. Desde 2023, é regente titular da Orquestra Filarmônica de Helsinque.

## Biografia
Jukka-Pekka Saraste nasceu em Heinola, em 22 de abril de 1956, filho dos professores Kauko Pekka Saraste e Ritva Leena-Marjatta (Ruoranen) Saraste.
Formou-se inicialmente como violinista no Conservatório de Música de Lahti (Lahden Musiikkiopisto). Posteriormente, estudou regência na Academia Sibelius, onde foi aluno de Jorma Panula, na mesma turma que Esa-Pekka Salonen e Osmo Vänskä. Antes de dedicar-se integralmente à regência, atuou como co-primeiro violinista da Orquestra Sinfônica da Rádio Finlandesa (RSO), e foi assistente do maestro Leif Segerstam.
Em 1983, Saraste e Esa-Pekka Salonen cofundaram a Orquestra de Câmara Avanti!, especializada em música contemporânea. Em 2000, fundou o Festival de Concertos de Verão de Ekenäs, com a Orquestra de Câmara da Finlândia, na qual atua como conselheiro artístico. Com esse grupo, realizou turnês internacionais, incluindo apresentações nos Estados Unidos e na China.
Entre 1987 e 2001, foi regente titular da Orquestra Sinfônica da Rádio Finlandesa, tornando-se posteriormente regente laureado da instituição. No mesmo período, entre 1987 e 1991, também foi maestro principal da Scottish Chamber Orchestra. Com a RSO, gravou por duas vezes a integral das sinfonias de Jean Sibelius.
Em 1994, assumiu a direção musical da Orquestra Sinfônica de Toronto. Seu mandato foi marcado por dificuldades financeiras da instituição, greves de músicos e tentativas frustradas de melhorar a acústica do Roy Thomson Hall. Durante a paralisação de 1999, chegou a oferecer-se como mediador no conflito. Deixou o cargo em 2001.
Entre 2002 e 2005, foi maestro convidado principal da Orquestra Sinfônica da BBC. Em 2006, assumiu a direção musical da Orquestra Filarmônica de Oslo, com contrato inicial de cinco anos, renovado até a temporada de 2012–2013.
Entre 2008 e 2011, foi conselheiro artístico da Orquestra Sinfônica de Lahti e diretor artístico do Festival Sibelius de Lahti, em 2008. Em 2008, foi nomeado maestro titular da Orquestra Sinfônica da Rádio de Colônia (WDR), cargo que exerceu de 2010 até a temporada de 2018–2019.
Em abril de 2022, a Orquestra Filarmônica de Helsinque anunciou a nomeação de Saraste como regente titular, com início na temporada de 2023–2024 e contrato inicial de três anos.
Saraste recebeu o Prêmio Estatal de Música da Finlândia em 2000. É doutor honoris causa pela Universidade de York (Toronto) e agraciado com a Medalha Sibelius. Também foi distinguido com o Prêmio Sibelius (Noruega) e a Medalha Pro Finlandia, além de ter recebido, em 2023, a Insígnia de Comandante da Ordem do Leão da Finlândia.